# Epicharis rufescens
Epicharis rufescens là một loài Hymenoptera trong họ Apidae. Loài này được Moure & Seabra mô tả khoa học năm 1959.